# 脇克志
脇 克志（わき かつし、1964年10月 - ）は、日本の数理科学者。現在、山形大学理学部数理科学科教授。専攻分野は代数学であり、さらに「有限群の表現」の研究をしている。

## 経歴
- 千葉県市川市出身。
- 1987年、弘前大学理学部数学科を卒業。
- 1993年、千葉大学大学院にて自然科学研究科、数学（数理科学）を専攻。博士号取得。

## その他
- 日本数学会に所属している。
- 主な研究テーマは「有限群のモジュラー表現とそのLoewy構造研究」

## リンク
- Welcome to Waki's Homepage